# Paul Parker
Paul Andrew Parker (født 4. april 1964 i West Ham, London) er en engelsk tidligere fodboldspiller og manager.
Han spillede i hans karriere 19 kampe for England. Han deltog desuden ved VM i fodbold 1990.